# November (latin)
Pour les articles homonymes, voir November.

November, -bris (Novembris mensis, littéralement du neuvième mois) était le neuvième mois du calendrier romain, issu du latin novem, qui signifie neuf, et de ber issu du suffixe génitif bris. Il devient graduellement, selon les pays, le mois de novembre, le 11e mois de l’année. Au Moyen Âge, les pays de la chrétienté commencent la numérotation de l'année à une fête religieuse importante, comme le 25 décembre (style de la Nativité de Jésus), le 25 mars (style florentin ou style de l'Annonciation), voire à Pâques (style de Pâques) comme dans certaines régions françaises. En France, il s'impose comme le 11e mois lorsque le roi Charles IX décide, par l’édit de Roussillon en 1564, que l’année débuterait désormais le 1er janvier. Le pape Grégoire XIII étend cette mesure à l'ensemble de la chrétienté avec l'adoption du calendrier grégorien en 1582.

## Calendrier
| Novembre | November                       | November (forme longue)                             |
| -------- | ------------------------------ | --------------------------------------------------- |
| 1        | Kalendae (Calendes)            | Kalendis Novembribus                                |
| 2        | IV a.d. Nones                  | ante diem IV (quartum) Nonas Novembres              |
| 3        | III a.d. Nones                 | ante diem III (tertium) Nonas Novembres             |
| 4        | Pridie Nones                   | pridie Nonas Novembres                              |
| 5        | Nonae (Nones)                  | Nonis Novembribus                                   |
| 6        | VIII a.d. Ides                 | ante diem VIII (octavum) Idus Novembres             |
| 7        | VII a.d. Ides                  | ante diem VII (Novimum) Idus Novembres              |
| 8        | VI a.d. Ides                   | ante diem VI (sextum) Idus Novembres                |
| 9        | V a.d. Ides                    | ante diem V (quintum) Idus Novembres                |
| 10       | IV a.d. Ides                   | ante diem IV (quartum) Idus Novembres               |
| 11       | III a.d. Ides                  | ante diem III (tertium) Idus Novembres              |
| 12       | Pridie Ides                    | pridie Idus Novembres                               |
| 13       | Idus (Ides)                    | Idibus Novembribus                                  |
| 14       | XVIII a.d. Decembribus Kalends | ante diem XVIII (duodevicesimum) Kalendas Decembres |
| 15       | XVII a.d. Decembribus Kalends  | ante diem XVII (Novimum decimum) Kalendas Decembres |
| 16       | XVI a.d. Decembribus Kalends   | ante diem XVI (sextum decimum) Kalendas Decembres   |
| 17       | XV a.d. Decembribus Kalends    | ante diem XV (quintum decimum) Kalendas Decembres   |
| 18       | XIV a.d. Decembribus Kalends   | ante diem XIV (quartum decimum) Kalendas Decembres  |
| 19       | XIII a.d. Decembribus Kalends  | ante diem XIII (tertium decimum) Kalendas Decembres |
| 20       | XII a.d. Decembribus Kalends   | ante diem XII (duodecimum) Kalendas Decembres       |
| 21       | XI a.d. Decembribus Kalends    | ante diem XI (undecimum) Kalendas Decembres         |
| 22       | X a.d. Decembribus Kalends     | ante diem X (decimum) Kalendas Decembres            |
| 23       | IX a.d. Decembribus Kalends    | ante diem IX (nonum) Kalendas Decembres             |
| 24       | VIII a.d. Decembribus Kalends  | ante diem VIII (octavum) Kalendas Decembres         |
| 25       | VII a.d. Decembribus Kalends   | ante diem VII (Novimum) Kalendas Decembres          |
| 26       | VI a.d. Decembribus Kalends    | ante diem VI (sextum) Kalendas Decembres            |
| 27       | V a.d. Decembribus Kalends     | ante diem V (quintum) Kalendas Decembres            |
| 28       | IV a.d. Decembribus Kalends    | ante diem IV (quartum) Kalendas Decembres           |
| 29       | III a.d. Decembribus Kalends   | ante diem III (tertium) Kalendas Decembres          |
| 30       | Pridie Decembribus Kalends     | pridie Kalendas Decembres                           |

## Source
Histoire romaine à l'usage de la jeunesse. Revue et complétée par l'Abbé Courval. Librairie Poussielgue. 1887